# Кампинас-ду-Пиауи

Кампинас-ду-Пиауи на карте штата.

Кампинас-ду-Пиауи (порт. Campinas do Piauí) — муниципалитет в Бразилии, входит в штат Пиауи. Составная часть мезорегиона Юго-восток штата Пиауи. Входит в экономико-статистический микрорегион Алту-Медиу-Канинде. Население составляет  5408 человек на 2010 год. Занимает площадь 831,201 км². Плотность населения — 6,51 чел./км².

## Демография
Согласно сведениям, собранным в ходе переписи 2010 г. Национальным институтом географии и статистики (IBGE), население муниципалитета составляет:
| Полное население                               | Полное население                               | Полное население                               | Полное население                               | 5408  |
| ---------------------------------------------- | ---------------------------------------------- | ---------------------------------------------- | ---------------------------------------------- | ----- |
| в том числе:                                   | Городское население                            | 1807                                           | Процент городского населения, %                | 33,41 |
|                                                | Сельское население                             | 3601                                           | Процент сельского населения, %                 | 66,59 |
|                                                | Мужское население                              | 2710                                           | Процент мужского населения, %                  | 50,11 |
|                                                | Женское население                              | 2698                                           | Процент женского населения, %                  | 49,89 |
| Плотность населения, чел/км²                   | Плотность населения, чел/км²                   | Плотность населения, чел/км²                   | Плотность населения, чел/км²                   | 6,51  |
| Население муниципалитета в % к населению штата | Население муниципалитета в % к населению штата | Население муниципалитета в % к населению штата | Население муниципалитета в % к населению штата | 0,17  |

По данным оценки 2016 года, население муниципалитета составляет 5507 жителей.

## Статистика
- Валовой внутренний продукт на 2003 год составляет 8 442 451,00 реалов (данные: Бразильский институт географии и статистики).
- Валовой внутренний продукт на душу населения на 2003 год составляет 1744,31 реалов (данные: Бразильский институт географии и статистики).
- Индекс развития человеческого потенциала на 2000 год составляет 0,588 (данные: Программа развития ООН).